# Dolichobostrychus fossulatus
Dolichobostrychus fossulatus är en skalbaggsart som först beskrevs av Blanchard 1843.  Dolichobostrychus fossulatus ingår i släktet Dolichobostrychus och familjen kapuschongbaggar. Inga underarter finns listade i Catalogue of Life.